# Groep Kortenoeven/Hernandez
De Groep Kortenoeven/Hernandez was een fractie in de Tweede Kamer der Staten-Generaal bestaande uit de van de PVV afgescheiden Kamerleden Wim Kortenoeven en Marcial Hernandez, met Kortenoeven als fractievoorzitter.
Kortenoeven en Hernandez verlieten op 3 juli 2012 de PVV om deze fractie te beginnen omdat zij de PVV als een dictatoriaal geleide organisatie beschouwden en het niet eens waren met het verkiezingsprogramma van de PVV voor de verkiezingen van 2012. Kortenoeven en Hernandez waren bij de PVV woordvoerder voor respectievelijk Buitenlandse Zaken en Defensie. De inhoudelijke kritiek van het duo op het beleid en verkiezingsprogramma van de PVV richtte zich vooral op deze onderwerpen.
De groep nam niet deel aan de Tweede Kamerverkiezingen van 12 september 2012. Op 19 september 2012 namen Kortenoeven en Hernandez afscheid van de Tweede Kamer.